# Средњеураљск
Средњеураљск (рус. Среднеуральск) град је у Русији у Свердловској области.

## Становништво
| 1939. | 1959.  | 1970.  | 1979.  | 1989.  | 2002.  | 2010.  |
| ----- | ------ | ------ | ------ | ------ | ------ | ------ |
| 6.108 | 13.106 | 16.685 | 17.613 | 18.786 | 19.555 | 20.449 |